# 평균율 클라비어곡집

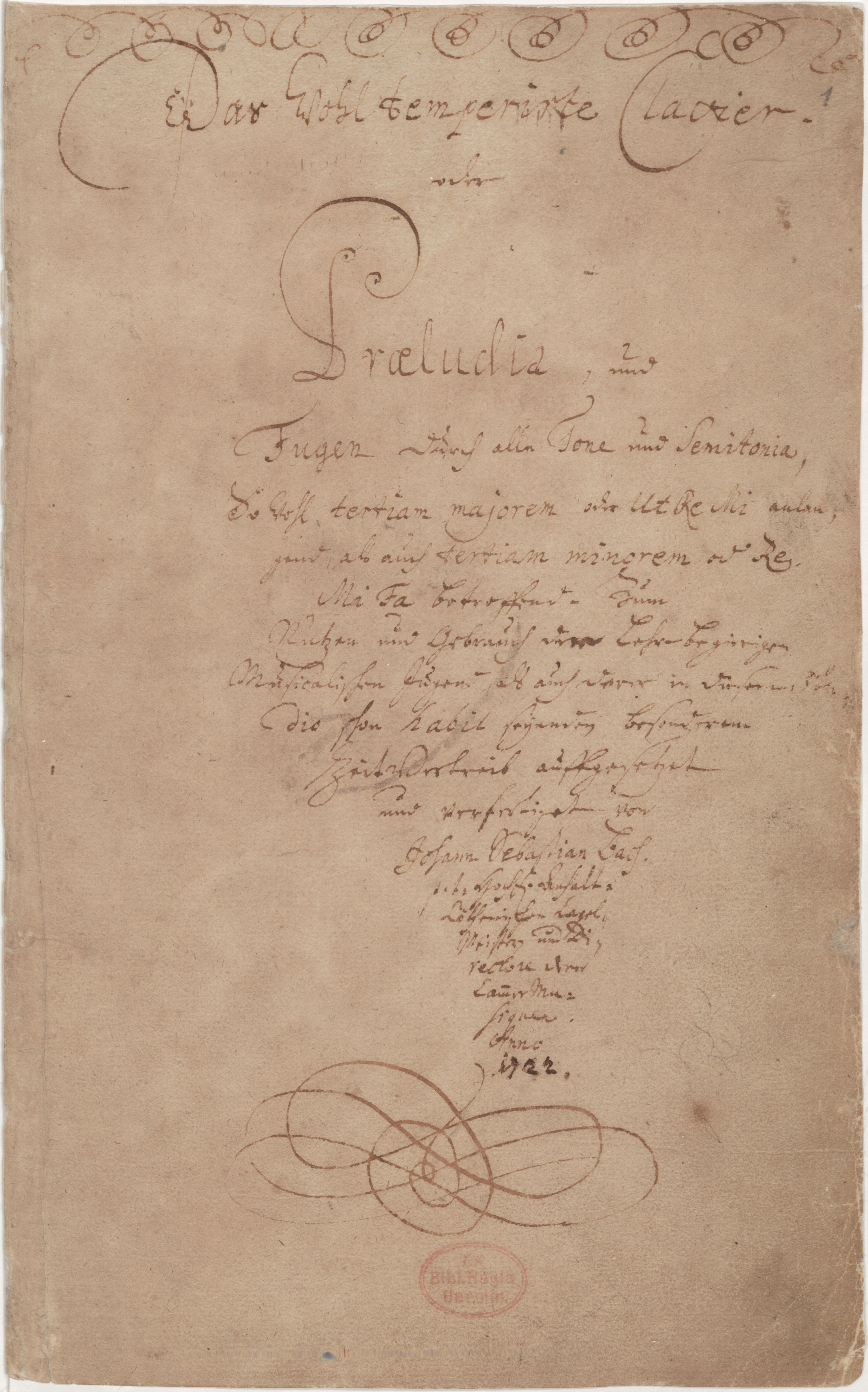

《평균율 클라비어곡집》(독일어: Das wohltemperierte Klavier)는 요한 제바스티안 바흐가 각각 모든 24개의 장조와 단조로 쓴 전주곡과 푸가의 모음곡 2권, 각 24곡, 전부 48곡을 가리킨다. 이 제목에서 ‘클라비어’는 당시 독일어로 건반악기를 뜻하는 것으로 지금은 보통 하프시코드나 피아노로 연주한다. 작품번호는 BWV 846-893.
모든 장조와 단조로 된 곡집으로, 첫번째 권 24곡 BWV 845-869 와 두번째 권 24곡 BWV 870-893으로 나뉜다. 평균 연주시간은 제1권 약 110분, 제2권 약 140분이다. 당시로는 아직 새로운 시도였던 평균율을 사용함으로 바흐의 진보적인 일면을 말해 준다. 원래는 교육용으로 의도되고, 현재도 피아노 학습자 필수의 작품으로 되어 있으나, 단순한 연습곡이 아니고 최고의 의미로서의 예술작품이다. 베토벤의 32개의 피아노 소나타를 신약성서라고 부르는 데 대하여 이 <평균율>은 음악의 구약성서로 비유되기도 한다.
첫번째 권은 1721년에, 두번째 권은 1741년에 쓰여졌다. 곡집의 필사본은 많이 있었지만 처음으로 출판한 것은 1801년이었다. 각각의 권은 다 장조로 된 전주곡과 푸가, 다 단조로 된 전주곡과 푸가, 올림 다 장조, 올림 다 단조, 이런 순서대로 되어 있다.
하지만 이 곡의 제목에서 바흐가 모든 24개의 조성을 연주할 수 있는 조율법을 쓰고 있었다고 추측해 볼 수 있다. 바흐가 살았던 바로크 시대의 음악에서는 대체로 순정률이나 가온음률(de)이 쓰였는데, 이 음률로는 24개의 조성 중 일부에서는 화음이 맞지 않는다. 바흐가 썼던 음률이 평균율이라고 여겨졌으나 다른 음율이었다고 주장하는 학자들도 있다.